# Selección femenina de balonmano playa de Brasil
La Selección femenina de balonmano playa de Brasil es la selección de Balonmano playa absoluta de Brasil. Es una de las selecciones más importantes del mundo y la que más ha ganado en América. Actualmente ocupa la primera posición en el ranking mundial de balonmano.

## Palmarés
- Campeonato Mundial de Balonmano Playa (3): 2006, 2012, 2014

Es la selección que más títulos posee de esta competición.
- Juegos Mundiales (3): 2005, 2013, 2017

Es la selección que más títulos posee de esta competición.
- Campeonato Panamericano de Balonmano Playa (4): 2008, 2012, 2014, 2018

Es la selección que más títulos posee de esta competición.
- Juegos Suramericanos de Playa (3): 2009, 2011, 2023

Es la selección que más títulos posee de esta competición.